# Marholmen
Ne doit pas être confondu avec Marholmen (Austevoll).
Marholmen est une île norvégienne du comté de Hordaland appartenant administrativement à Hellesøy.

## Description
Rocheuse et désertique, elle s'étend sur environ 695 m de longueur pour une largeur approximative de 104 m.